# 2060
2060 — рік за григоріанським календарем. Це 2060 рік нашої ери, 60 рік 3 тисячоліття, 60 рік XXI століття, 10 рік 6-го десятиліття XXI століття, 1 рік 2060-х років.

## Очікувані події
- 30 квітня 2060 року відбудеться сонячне затемнення.
- Кінець Світу та Апокаліпсис з розрахунку 1704 року Ісаака Ньютона за Біблійною Книгою Даниїла та Одкровенням Іоанна Богослова згідно з рядом джерел.

## Вигадані події
- 14 вересня 2060, згідно з грою «Альфа Центавра Сіда Мейєра», Організація Об'єднаних Націй запускає зореліт «Єдність» із залишками землян до планети Хірон системи Альфа Центавра.
- У концептуальному альбомі BE шведської прогресив-метал групи Pain of Salvation стверджується, що населення Землі скоротиться до цього року до 1.2 мільйона.
- Події в аніме за книгою Дивовижний чарівник із країни Оз за сюжетом відбуваються в 2060 році.